# J.H. Prynne
Jeremy Halvard J.H. Prynne, född 24 juni 1936, är en brittisk poet förknippad med vad som i hemlandet brukar kallas British Poetry Revival.

## Progressiva Prynne och poesins återväxt
Cambridgeskolan är en avantgardistisk litterär strömning, där J. H. Prynne är en central poet. Randall Stevensons The Oxford English Literary History 1960–2000 (2004) ser i hans poesi en reaktion mot The Movements lättläsa alster under 1950-talet.
Från 1960-talet och framåt har Prynne producerat texter som inte kan tolkas i konventionell mening. De kan ge sken av att vara nonsenslekar med ord, men de experimenterar i själva verket med konventioner. Ett syfte med det kan vara att framalstra ett poetiskt språk som stör den dominerande diskursen i en kommersialiserad kultur. För att bereda plats för återväxt, införs ett avbrott och en vändpunkt som grogrund för alternativa uttryck.
Cambridgeskolan kombinerar även en utveckling inom det modernistiska formspråk som The Movement reagerat mot med en diskurs – en senmodernism – där gränser mellan discipliner överskrids. Trots att den senmodernismen är svårtillgänglig, kan läsaren här, enligt Stevenson, mötas av ett ärligt och omskakande budskap i reaktion mot glättig, ytlig underhållning. Den även vara ett sätt att, som en av Prynnes adepter Veronica Forrest-Thomson kallar det, göra språket verkligt igen för poet och läsare. En sådan process kan inte annat än formuleras i kryptiska former; svårigheter och motstånd leder till utveckling.
Medvetandet producerar i Prynnes författarskap fragment eller bilder som upplevelser, drömmar och minnen—medvetandets mystik. Poeter kan arrangera sådana delar till en helhet, men, som romantiker och modernister visat, kan de även presenteras i fragmentarisk form som de alstras av den tänkande och kännande människan i medvetandeströmmar.
Under sin yrkesverksamma karriär, har Prynne arbetat som bibliotekarie, universitetslektor och studierektor vid Gonville and Caius College i Cambridge. Han har publicerat ett trettiotal diktsamlingar och litteraturkritik från år 1962 och framåt. 
Prynnes diktning kan anses senmodernistisk, eftersom utgångspunkten är varat och dess förhållande till miljön. I ljuset av diverse filosofiska, litteratur- och konstvetenskapliga teorier synliggörs dynamiken i hans arbeten. Martin Heideggers diskussion om Dasein — den medvetna människans existens och sinnesnärvaro, Roland Barthes litteraturteori om grader av medverkan från läsaren i läsprocessen och de Koonings abstrakta expressionism, som sammanbinder det abstrakta och konkreta, kan tyckas frilägga betydelser i Prynnes texter. Heideggers ontologiska teori, exempelvis, avslöjar hur dessa texter kan representera, snarare än beskriva, varat.
Det finns ett konventionellt poetiskt formspråk i Prynnes tidiga poesi, men här finns även det modernistiska nyckelordet ”fragment.” Fragmentariska beståndsdelar i en kognitiv verklighetsuppfattning genomsyrar hans verk, såsom i upplevelser av minnen: I / Recall the wide-open sounding / Fragments are all around. Det kan vara auditiva minnen: hear / Them jostle och taktila minnen: With a fragment in each hand / I lean into the wind, setting / Bright clouds among the gulls / And rocks jammed into their sockets. Dessa exempel berör existentiella övergripande skeenden och gestaltar varats hjärtpunktkognitionen. De talar om existensen som ett uppenbart men i ord svårfångat fenomen.
Prynne använder inte sällan heideggeriansk vokabulär i sitt författarskap och i sin litteraturkritik. The Holy City, den sjätte dikten i diktsamlingen The White Stones (1969) exempelvis, talar om interaktionen mellan Dasein, tid och plats. Den berör ackumulativa aspekter av varat över tiden på en viss ort. I dikten beskrivs detta som en kärleksfull smekning av fot mot jord: Where we go is a loved side of the temple, / a place for repose, a concrete path. Det faktum att vi är till (just / that we are) och att vi omslutes av vindens smekningar (we’re / carried into / the wind) berättar om livets kvintessens. Att existera i kosmologisk mening är en kärleksakt: I saw it / and love is / when, how & / because we / do. Insikt om existens som kärlek uppenbaras i kognition.

## Den heliga staden
Kom upp till den, då du står där

att vinden är rätt varm på sidorna

av ansiktet. Att det är så, känt

som en fråga om tillämpning, eller

att inte samtycka. Och korsandet,

att vandra över det grova gräset — allt detta

är att vi gör det, helt inom ramen för det accepterade

och att inte pressa sig

det varma larmet

men en ljus

yta, en dag

upplyft från höga

tjocka rötter, uppåt.

Där vi vandrar finns en älskad sida av templet,

en plats för stadig vila, en konkret gångväg.

Där finns ingen mystisk tidpunkt: allt är

				att vi är

				är hur, var och en

				på olika sätt, vi

				frambärs in i

vinden som inte tar något beslut och är

ett tidvatten, ej taget. Jag såg det

				och kärlek är

				när, hur 

				därför att vi

				gör det: du

kan kalla det Ierusalem eller känna det

när du vandrar, lätt och ledigt, över gräset. ("The Holy City", The White Stones, 16. Anonym översättning.)
Här ger Prynne exempel på en medvetet uppbruten grammatik — en asyntax — som ständigt avbryter den hängivenhet som temat pockar på i talet om helighet och skönhet. En förklaring till detta val av metod kan vara att återuppliva ett slitet poetiskt språk, med Forrest-Thomsons ord. Det vill säga poeten skapar en brechtiansk verfremdungseffekt, en alienering, i språket för att visa att vedertagna, konventionella diskurser om det heliga och det sköna kan omprövas men ej, för den sakens skull, förkastas.
Diktsekvensen Not-You (1993) innehåller mer svårtolkade sentenser om varat i en växelverkan mellan abstraktion och konkretion. Vissa nyckelbegrepp som rör existensen och dess villkor genomsyrar diktsekvensen. Ekonomiska termer, till exempel, nämns med jämna mellanrum i Not-You: ”cash,” ”deposit,” ”peak / travel location,” ”deal,” ”new-for-old,” ”incentive,” ”extra,” ”count” och ”black loan-ahead.” Här finns en ambition, dels att dokumentera hur kommersen styr våra liv i allt högre utsträckning i materialistiska samhällen, dels att, genom en ironisk/satirisk ton, reagera mot hur varat här decimeras. Dessutom finns det en vilja hos honom att, som N. H. Reeve och Richard Kerridge uttrycker det, länka uppdelningen mellan konst och vetenskap och utöka poesins verksamhetsfält.